# Nowozybkow
Nowozybkow (ros. Новозыбков, biał. Навазыбкаў) – miasto w Rosji, w południowo-zachodniej części obwodu briańskiego.
Znajduje się tu stacja kolejowa Nowozybkow, położona na linii Briańsk - Homel.

## Historia
Założony prawdopodobnie ok. roku 1686 jako wieś Zybkaja. Pierwsza wzmianka o Nowozybkowie pochodzi z roku 1701. Większość osiedleńców Nowozybkowa na początku XVIII wieku stanowili staroobrzędowcy, wygnańcy religijni prześladowani za swe poglądy w centralnej Rosji.
W 1809 Nowozybkow otrzymał status miasta powiatowego, co sprzyjało jego dalszemu rozwojowi. W 1880 miasto zyskało na znaczeniu dzięki posiadaniu węzła kolejowego. Obecnie w Nowozybkowie znajduje się jedno z najważniejszych centrów Rosyjskiej Cerkwi Staroprawosławnej.
26 kwietnia 1986 podczas awarii pobliskiego reaktora atomowego w Czarnobylu na Nowozybkow spadła warstwa radioaktywnego pyłu, w związku z czym miasto silnie ucierpiało. Strefa niezdatna do zamieszkania rozciąga się już 1 km od zachodniej granicy miasta.

## Galeria

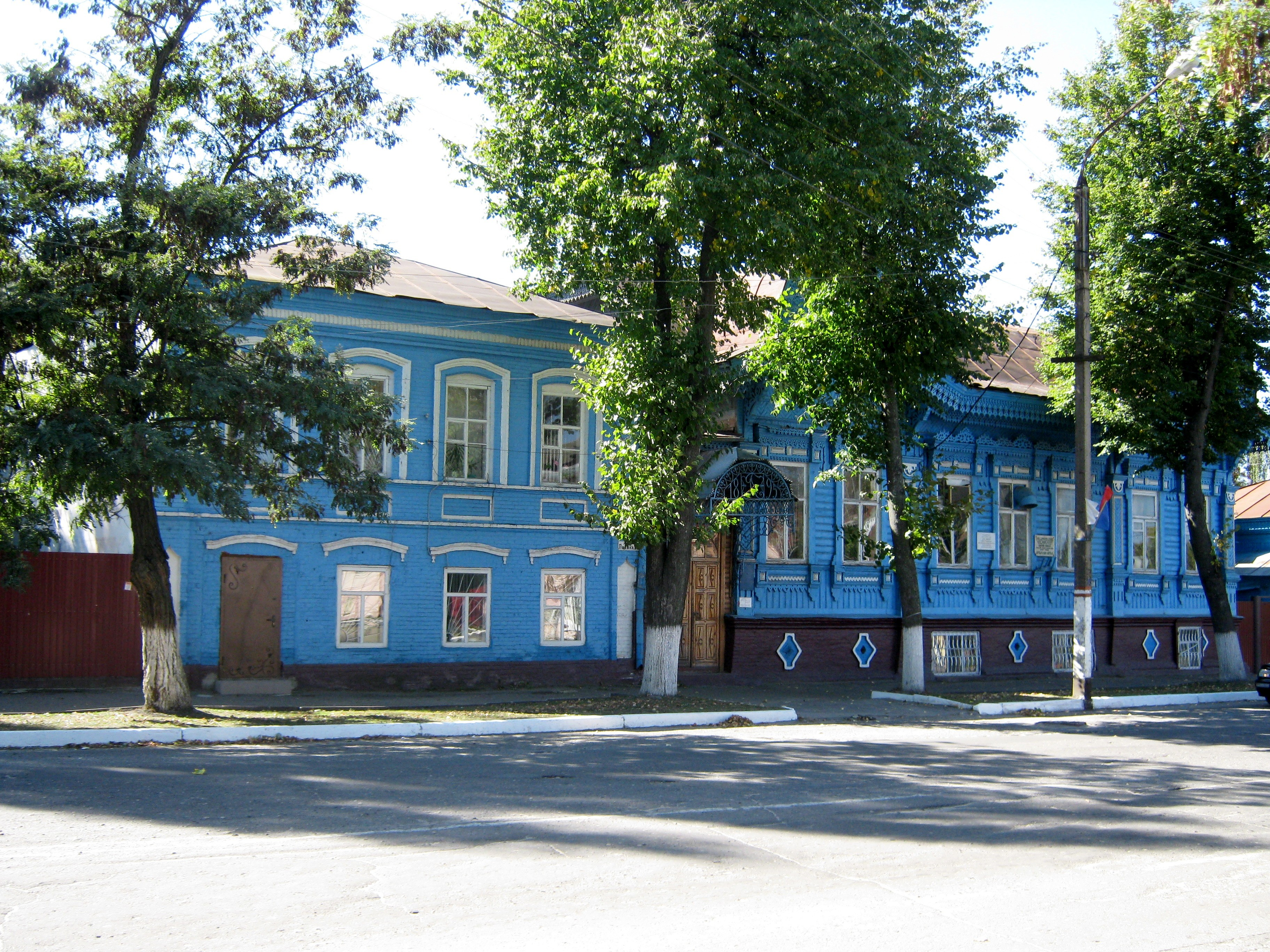
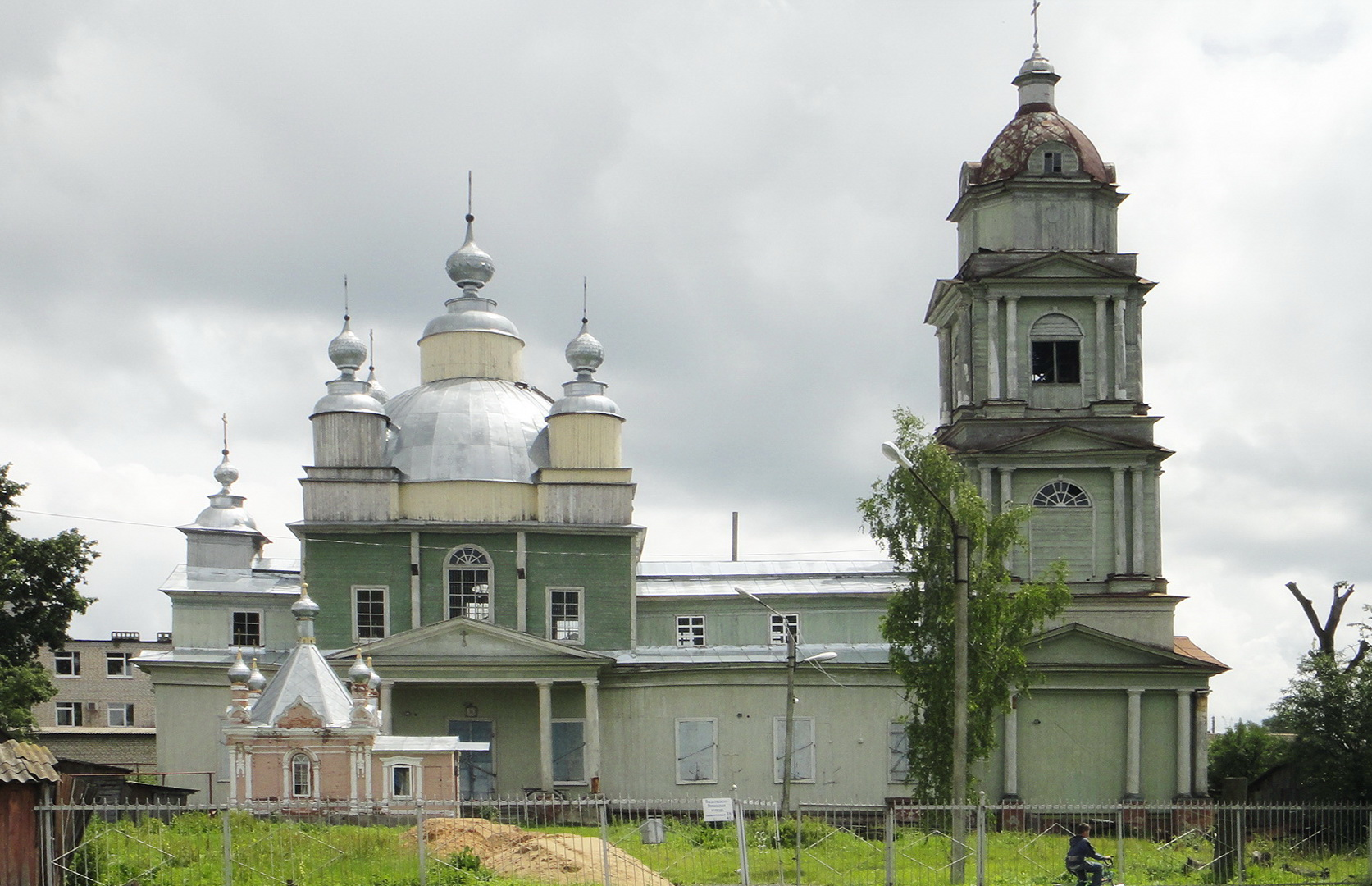
Cerkiew Narodzenia Najświętszej Maryi Panny
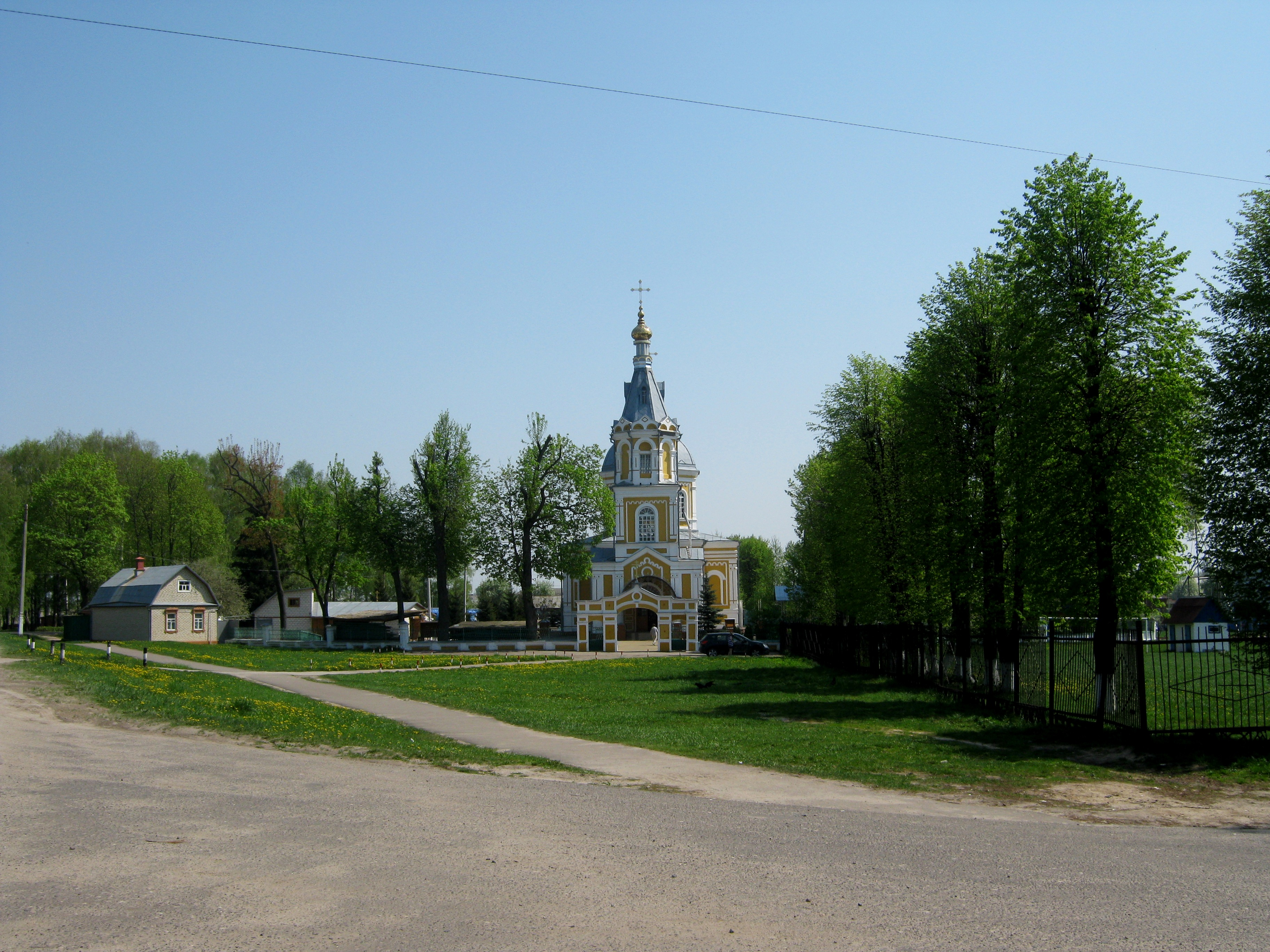
Cerkiew Cudu św. Michała Archanioła
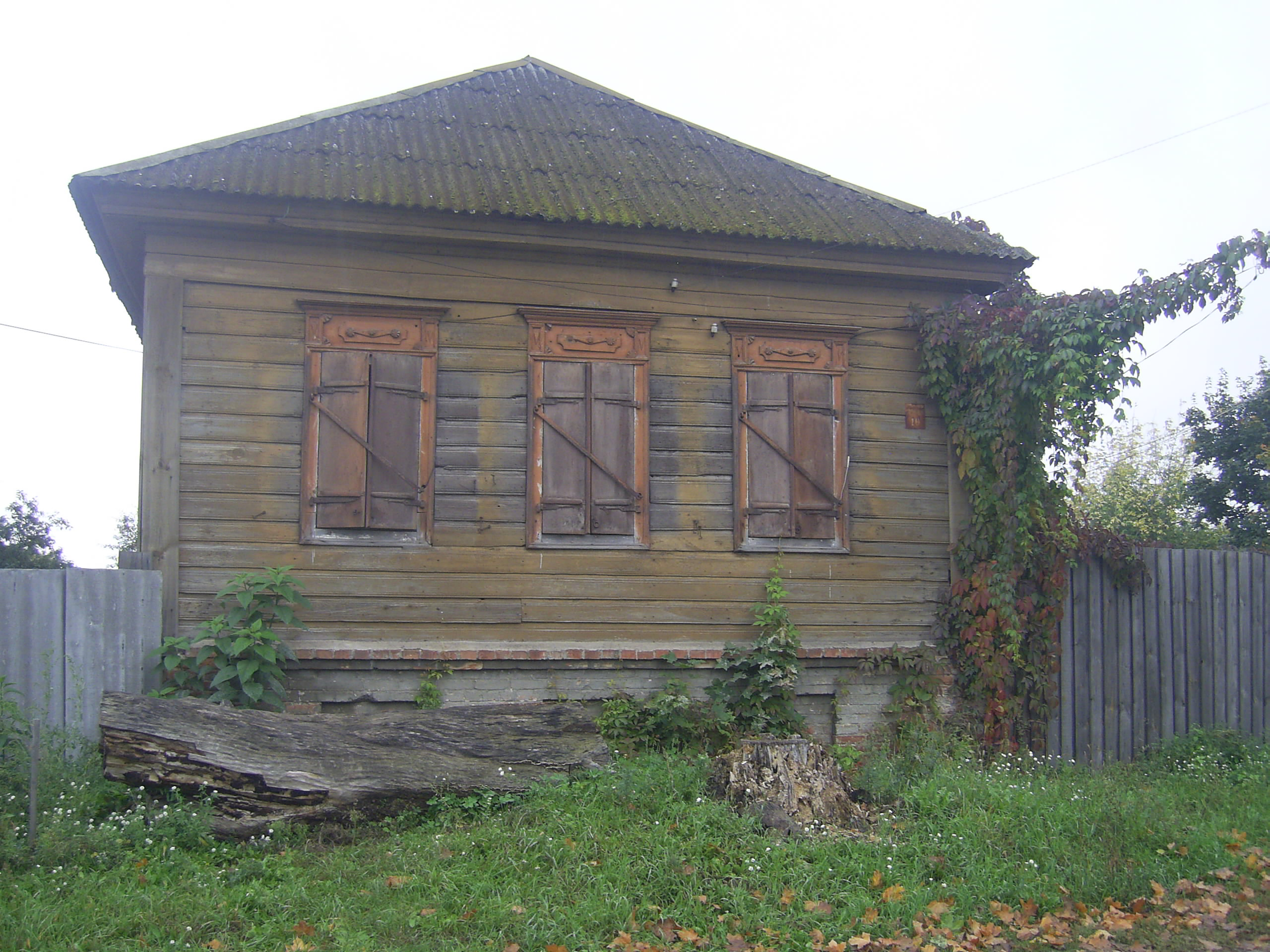